# Noria del Borrego
Noria del Borrego är en ort i Mexiko.   Den ligger i kommunen Asientos och delstaten Aguascalientes, i den centrala delen av landet, 400 km nordväst om huvudstaden Mexico City. Noria del Borrego ligger 2 032 meter över havet och antalet invånare är 1 186.
Terrängen runt Noria del Borrego är platt åt nordost, men åt sydväst är den kuperad. Runt Noria del Borrego är det ganska tätbefolkat, med 80 invånare per kvadratkilometer. Närmaste större samhälle är Loreto, 5,7 km öster om Noria del Borrego. Trakten runt Noria del Borrego består till största delen av jordbruksmark.